# Himalajska železnica Darjeeling
Himalajska železnica Darjeeling, znana tudi kot DHR ali Vlak igrača, je železnica širine 610 mm, ki poteka med New Džalpaiguri in Darjeelingom v indijski zvezni državi Zahodna Bengalija. Zgrajena med letoma 1879 in 1881, je dolga približno 88 km. Povzpne se od približno 100 m nadmorske višine v New Jalpaiguriju do približno 2200 m v Darjeelingu, pri čemer uporablja šest cik cakov in pet zank za pridobivanje višine. Šest dizelskih lokomotiv opravi večino rednih prevozov, z dnevnimi turističnimi vlaki od Darjeelinga do Ghuma – najvišje indijske železniške postaje – in storitvijo Red Panda, ki jo vleče parna linija od Darjeelinga do Kurseonga. Posebnosti za ljubitelje pare vlečejo starodobne parne lokomotive razreda B, izdelane v Veliki Britaniji. Sedež železnice je v Kurseongu.
5. decembra 1999 je UNESCO DHR razglasil za svetovno dediščino. Kasneje so dodali še dve železniški progi in mesto je postalo znano kot ena od gorskih železnic v Indiji.

## Zgodovina
Siliguri, ob vznožju Himalaje, je bil leta 1878 povezan s Kalkuto (zdaj Kolkata) z metrsko železnico. Med Siligurijem in Darjeelingom so storitve Tango (kočija) potekale po kolovozu – današnji Hill Cart Road. Franklin Prestage, britansko-indijski železniški inženir, agent vzhodnobengalske železnice, se je obrnil na vlado s predlogom za postavitev parne tramvajske proge od Siligurija do Darjeelinga. Ashley Eden, namestnica guvernerja Bengalije, je ustanovila odbor za oceno izvedljivosti projekta. Predlog je bil sprejet leta 1879 po pozitivnem poročilu odbora in tistega leta se je začela gradnja.
Gillanders, Arbuthnot and Company so najeli za gradnjo proge in do marca 1880 je bila proga položena do Tindharije, in lord Lytton, prvi podkralj, ki je obiskal Darjeeling, se je v Tindhario odpeljal z vlakom. Odsek od Siligurija do Kurseonga je bil odprt 23. avgusta 1880, od Siligurija do Darjeelinga pa 4. julija 1881. Ime podjetja se je spremenilo v Darjeeling Himalayan Railway Company.
Čeprav je železnica prvotno potekala po Hill Cart Road, je bila strmina ceste na nekaterih območjih večja, kot bi jo lokomotive zmogle. Leta 1882 so zgradili štiri zanke in štiri cik-cake med Suknom in Gajabarijem, da bi zmanjšali naklon. Proga je bila leta 1886 podaljšana za četrt milje do Darjeeling Bazarja. Postaja Darjeeling je bila obnovljena leta 1891, Kurseong pa je leta 1896 dobil novo postajno stavbo in skladišče. Železnico sta leta 1897 prizadela potres in leta 1899 velik ciklon.
Leta 1910 je DHR prepeljal 174.000 potnikov in 47.000 ton blaga. V uporabo so vstopili prvi vagoni s podstavnimi vozički, ki so nadomestili osnovne štirikolesne vagone. Podaljški DHR so bili zgrajeni do Kišanganja leta 1914 in Gielkhole leta 1915. V Tindhariji so bila železniška dela prestavljena izza skladišča lokomotiv na večje mesto.
Batasia Loop je bil zgrajen leta 1919 in je ustvaril lažje vzpone pri vzponu iz Darjeelinga. DHR se je začel soočati s konkurenco avtobusov, ki so vozili po hribovski makadamski cesti, ki je za dosego Darjeelinga potrebovala manj časa kot železnica. Leta 1934 je močan potres v Biharju stresel vso severovzhodno Indijo. Številne stavbe v Darjeelingu so bile močno poškodovane, prizadeta je bila tudi železnica, ki pa si je kmalu opomogla in je imela ključno vlogo pri prevozu materiala za popravila. Med drugo svetovno vojno je DHR prevažal vojaško osebje in zaloge v taborišča okoli Ghuma in Darjeelinga.
Leta 1951 je železnico kupila indijska vlada in jo vključila v vladno železniško organizacijo, preden jo je upravljala železnica Asam. Železnica Asam (vključno z DHR) je leta 1952 postala del severovzhodne železniške cone in šest let kasneje del severovzhodne mejne železniške cone indijskih železnic. Leta 1962 je bila železnica preoblikovana v Siliguriju in podaljšana za skoraj 6 km do New Džalpaigurija (NJP), da bi se tam srečala z novo širokotirno progo. Pri razširitvi se je tisto leto začel tovorni promet, leta 1964 pa potniški promet. Lopa za lokomotive in vagonsko skladišče na križišču Siliguri sta bila premaknjena v NJP.
Železnica je bila med sovražnostmi v Gorkhalandu leta 1988 in 1989 zaprta 18 mesecev. Unesco ga je leta 1999 razglasil za svetovno dediščino.
Med pandemijo COVIDa-19 v državi je bila storitev ustavljena za 18 mesecev od marca 2020 do avgusta 2021. 25. avgusta 2021 je bila storitev ponovno zagnana od New Džalpaigurija do Darjeelinga z novimi vagoni vistadome za turiste.
- Železnica leta 1895
- Zanka Choonbatty leta 1895
- Postaja za vzvratno vožnjo v Darjeelingu okoli leta 1905
- Zanka Agony Point leta 1921
- Vlak iz 1930-ih
- Lokomotiva v lopi, 1979

## Operaterji
DHR in njegovo premoženje, vključno s postajami, progo in vozili, je v lasti indijske vlade in je zaupano ministrstvu za železnice. Severovzhodna mejna železnica je dokumentirala železnico v obsežen register ter skrbi za njeno vsakodnevno vzdrževanje in upravljanje. Več programov in oddelkov indijskih železnic je odgovornih za delovanje, vzdrževanje in popravilo DHR. Zaščitena je z Zakonom o železnici iz leta 1989 in predpisi, ki urejajo javno dobro. Zdaj jo vodi direktor, Darjeeling Himalayan Railway.

## Tirna vozila

### Danes

#### Para
Vse parne lokomotive, ki se trenutno uporabljajo na železnici, so 0-4-0ST B-razreda, ki so jih izdelali Sharp, Stewart and Company in kasneje North British Locomotive Company med letoma 1889 in 1925. Skupaj je bilo izdelanih 34, vendar jih je bilo do leta 2005 v uporabi samo še 12 ali jih je železnica popravljala.
Leta 2002 je bila št. 787 obnovljena za kurjenje z oljem po istem principu, kot se uporablja na gorski železnici Nilgiri št. 37395. Za delovanje oljnega gorilnika in električno gnane dovodne črpalke je bil nameščen generator na dizelski pogon ter dizelski generator za napajanje zavornega sistema nameščen električni kompresor. Lokomotiva je bila opremljena tudi z grelnikom napajalne vode. Obnova je dramatično spremenila njegov videz. Preizkusi predelane lokomotive so bili razočaranje in nikoli ni začela redno obratovati; v začetku leta 2011 je bila v tovarni Tindharia in čakala na ponovno preusmeritev na kurjavo s premogom. V začetku leta 2019 je bila B787 kozmetično obnovljena in je zdaj prikazana na podstavku zunaj postaje Siliguri Junction.
Marca 2001 je bila št. 794 premeščena na železnico Matheran Hill za vlak veselja (turistični vlak s parno vleko) na tej železnici. Tam je začela delovati maja 2002.
- Prva lokomotiva z imenom Baby Sivok
- Lokomotiva razreda B
- Nakladanje premoga v lokomotivo
- Dnevno vzdrževanje

### Dizelsko gorivo
V uporabi je šest dizelskih lokomotiv: št. 600–605 razreda NDM-6.

### Preteklost
DHR je leta 1910 kupila tretjo izdelano lokomotivo Garratt, razred D 0-4-0+0-4-0T. Samo ena parna lokomotiva DHR je bila odpeljana iz Indije: DHR 778 (prvotna št. 19). Po dolgih letih neuporabe v muzeju Hesston Steam je bil prodana Adrianu Shooterju v Združenem kraljestvu in obnovljena v delovnem stanju. Skoraj 20 let je imela sedež v zasebni lasti Beeches Light Railway v Oxfordshiru in je v tem času obiskala Ffestiniog Railway, Launceston Steam Railway in Leighton Buzzard Light Railway. Leta 2023 je bila prodana na dražbi novoustanovljenemu trustu, ki jo bo obdržal pri železnici Statfold Barn, po naslednjem remontu pa namerava lokomotivo prenesti na druge železnice širine 2 ft.

## Potek
Proga poteka po Hill Cart Road, ki je del državne avtoceste 110. Proga je na dolgih odsekih ob cestišču, tako progo kot cesto pa lahko blokira skalni plaz. Ker je del ceste obdan s stavbami, je železniška proga pogosto podobna mestnim tramvajem. Za opozarjanje pešcev in strojevodij na bližajoči se vlak so motorji opremljeni z zelo glasnimi hupami in piščalkami, ki jih strojevodje skoraj nenehno uporabljajo.
Velika težava, s katero se je soočila DHR, je bila strmina terena. Zanke in cik-cak so bile vključene vzdolž poti, da bi dosegli udoben naklon. Ko se vlak premika naprej, vzvratno in nato spet naprej (pri tem se vzpenja po pobočju), pridobiva nadmorsko višino ob pobočju hriba.

### Postaje
- New Džalpaiguri (NJP): New Džalpaiguri je bila končna postaja južnega podaljška leta 1964, ki se je srečal z novo 1676 mm širokotirno progo do Asama.
- Mesto Siliguri: prvotni južni konec proge
- Siliguri Junction: Siliguri Junction je postal glavna postaja, ko je bila v začetku 1950-ih zgrajena nova proga do Asama. Od NJP do križišča Siliguri poteka širokotirna linija 1676 mm vzporedno z DHR.
- Sukna: Ta postaja začne spreminjati pokrajino od ravnine do gozdnatih spodnjih pobočij gora. Naklon železnice se močno spremeni. Zanka 1, v gozdu nad Sukno, je bila po poplavah leta 1991 odstranjena in lokacijo zakriva gozd.
- Rangtong: Na kratki razdalji nad Rangtongom je rezervoar za vodo, bolje postavljen kot na postaji glede oskrbe z vodo in oddaljenosti od drugih rezervoarjev za vodo. Zanka 2 je bila odstranjena leta 1942 po poplavi. Za najdaljšo vzvratno vožnjo je bil dodan nov reverz; Zanka št. 3 pri Čunbatiju je zdaj najnižja zanka. Reverzi št. 2 in 3 sta med Čunbatijem in Tindhario.
- Tindharia: Delavnice so pod postajo. Na ločeni lokaciji sta pisarna za strojnike in velika lopa za lokomotive. Nad postajo so trije stranski tiri, ki se uporabljajo za pregled vagonov med menjavo lokomotive, preden vlak nadaljuje proti Darjeelingu.
- Zanka 4: Zanka, znana kot Agony Point, ima najtesnejšo krivuljo linije.
- Gayabari
- Reverse No. 6: Zadnji reverse na vzponu
- Mahanadi
- Kurseong: Čeprav je lopa in več stranskih tirov ob glavni progi, je sama postaja slepa ulica. Vlaki, namenjeni v Darjeeling, se morajo umakniti s postaje (čez prometno križišče), da lahko nadaljujejo vzpon. Na postaji je enosobni muzej DHR z več eksponati, artefakti in starinskimi fotografijami. V središču sobe je lesena vitrina, ki vsebuje več starih časopisnih člankov o železnici.[10] Za postajo pelje železnica mimo živahnega nakupovalnega območja.
- Tung
- Sonada
- Rongbull
- Jorebungalow: Skladišče za čaj za Kalkuto, povezuje Darjeeling s preostalo Indijo.
- Ghum: Ghum, vrh proge, je najvišja postaja v Indiji. Stavba postaje vključuje muzej v prvem nadstropju z večjimi eksponati na starem skladišču blaga.
- Batasia Loop: zanka je oddaljena 5 km od Darjeelinga, pod Ghumom. Tam je spomenik vojakom Gorkha indijske vojske, ki so žrtvovali svoja življenja po indijski neodvisnosti leta 1947. Zanka ima panoramski pogled na Darjeeling, s Kangčendzengo in drugimi zasneženimi gorami v ozadju.
- Darjeeling: Končna postaja proge.

- Postaja Darjeeling
- New Jalpaiguri
- Siliguri Junction
- Rangtong
- Sukna
- Tindharia
- Mahanadi
- Sonada
- Tung
- Ghum

## V popularni kulturi
Več filmov je prikazalo železnico. Protagonist Rajesh Khanna poje Mere Sapno Ki Rani junakinji Sharmili Tagore, ki je na vlaku, v filmu Aradhana iz leta 1969. Drugi filmi, ki vključujejo železnico, so Barfi!, Parineeta in Raju Ban Gaya Gentleman. Antropomorfizirana različica ene od lokomotiv razreda B se na kratko pojavi v Disneyjevih  Planes (2013), ko letalo leti skozi tunel in skoraj trči z vlakom.
BBC je posnel serijo treh dokumentarcev o gorskih železnicah v Indiji, ki je bila prvič predvajana februarja 2010. Prva epizoda pokriva himalajsko železnico Darjeeling, druga Gorska železnica Nilgiri in tretja železnica Kalka–Šimla. Dokumentarce, ki so jih režirali Tarun Bhartiya, Hugo Smith in Nick Mattingly, je produciral Gerry Troyna. Dokumentarni film o himalajski železnici Darjeeling je režiral Tarun Bhartiya. Serija je junija 2010 prejela nagrado UK Royal Television Society Award.